# Radvanovce
Radvanovce (maďarsky: Tapolyradvány) jsou obec na Slovensku v okrese Vranov nad Topľou v Prešovském kraji na úpatí Slanských vrchů 17 km od města Prešov. V obci žije 218 obyvatel.

## Poloha
Obec leží  na jihozápadním okraji Nízkých Beskyd v údolí potoka Hrabinky. Pahorkatinový terén je mírně zvlněný a je tvořen vrstvami centrálněkarpatského flyše, bradlovým pásmem a svahovými hlínami. Nadmořská výška se pohybuje v rozmezí 240 až 516 m n. m., střed obce je ve výšce 260 m n. m. Lesní porost, tvořený buky, borovicemi a habry, je nesouvislý a vyskytuje se převážně v západní části území obce.
Na katastrálním území obce se nachází chráněný areál Radvanovské skalky.

## Historie
První písemná zmínka o obci je z roku 1349, kde je uváděn jako Raduanfalua, pozdější názvy z roku 1487 Radwan, z roku 1773 Radwanowcze a od roku 1926 Radvanovce, maďarské názvy jsou Radvány a Tapolyradvány.
Obec původně náležela k panství Chmeľov a byla  vyčleněná z území Medzianky. V 19. století byli majitelé Semseyovci a Marenčinovci. Po vytvoření okresu Vranov nad Topľou byla od Chmeľova odtržena.
V roce 1787 žilo v obci v 29 domech 205 obyvatel, v roce 1828 zde bylo 17 domů a 205 obyvatel, V letech 1850–1880 mnozí obyvatelé se vystěhovali.
Hlavní obživou bylo zemědělství.

## Farnost
V obci je římskokatolický filiální kostel zasvěcený Panně Marii Růžencové. Původně malá kaplička byla v roce 1968 přestavěna na kostel, který byl v roce 1992 a 2000 rekonstruován a restaurován. Hlavní oltář nese obraz patronky Panny Marie Růžencové, boční oltáře jsou zasvěcené svaté Veronice a svatému Antonínu z Padovy. Farnost Radvanovce je přifařena k římskokatolické farnosti Nanebevzetí Panny Marie v Hanušovicích nad Topľou.

## Galerie

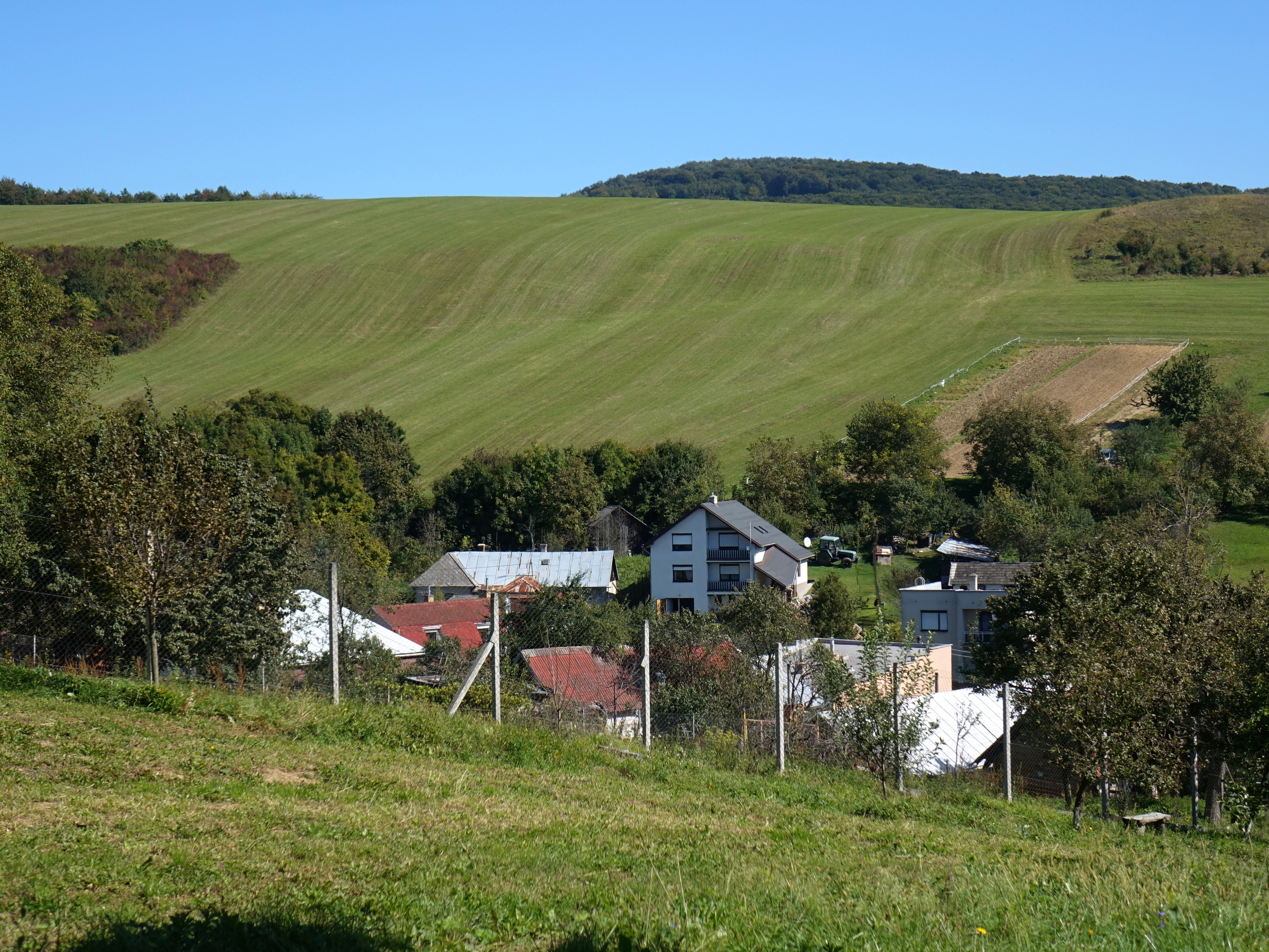
Radvanovce
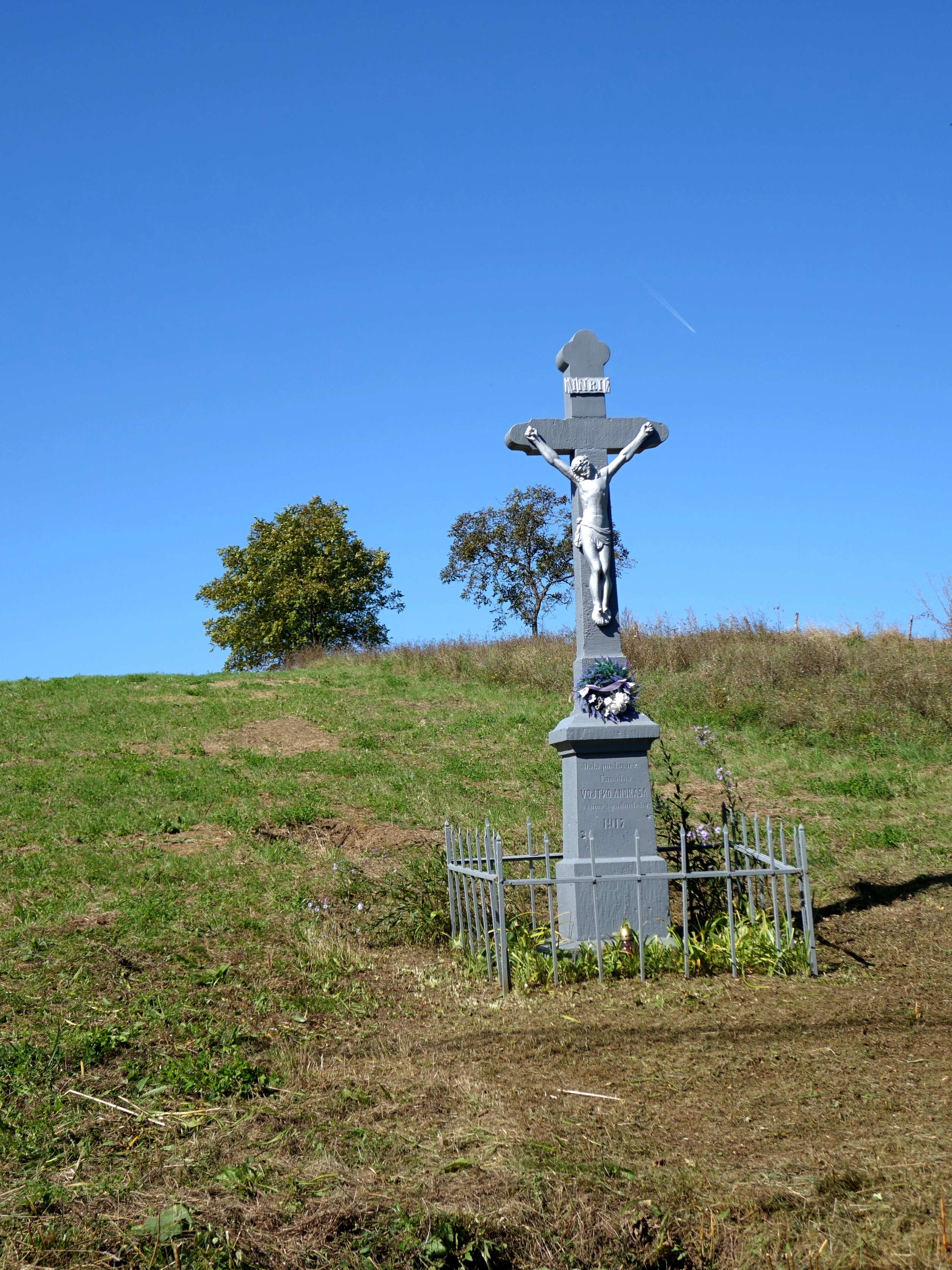
Boží muka
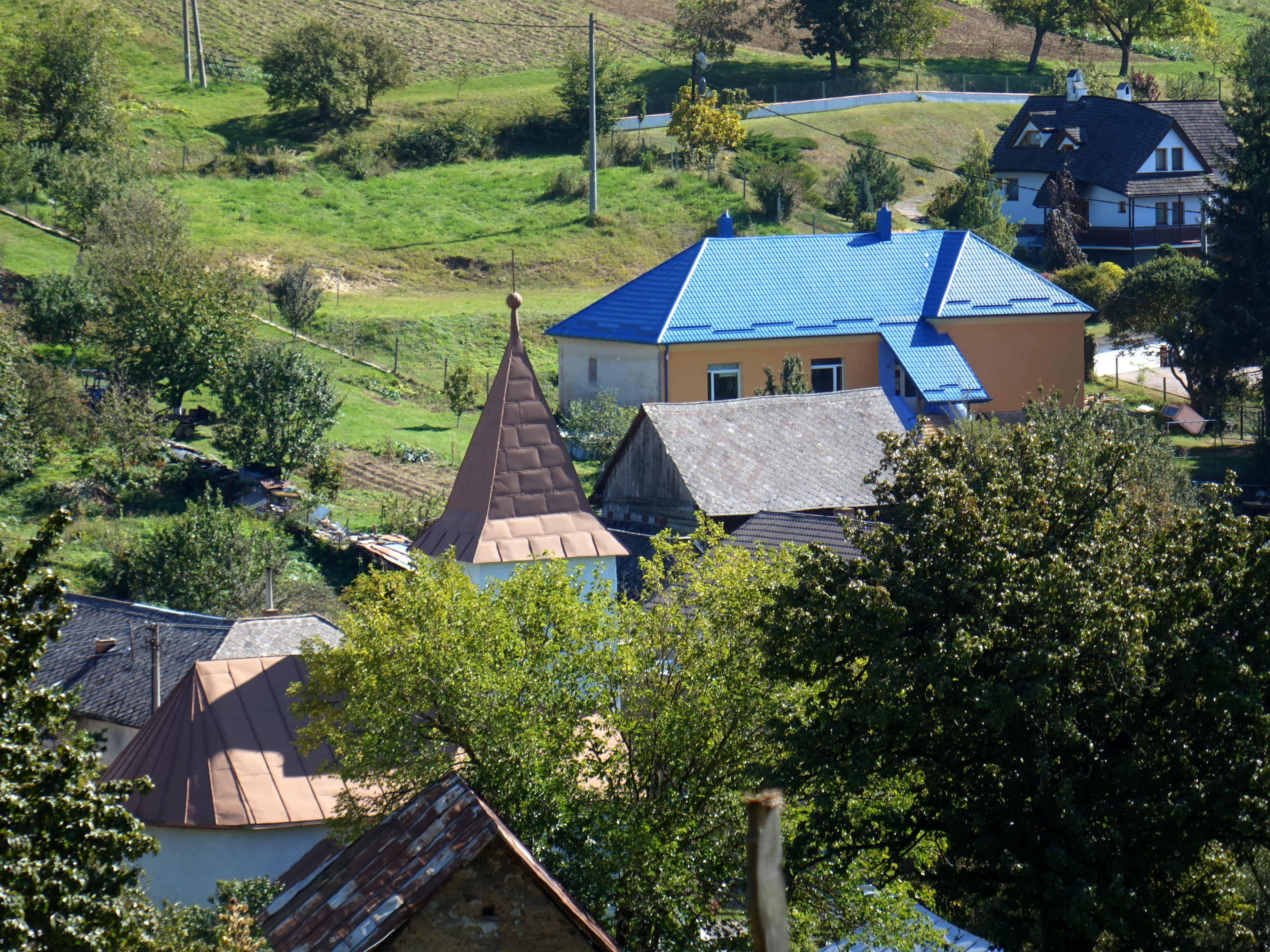
Radvanovce
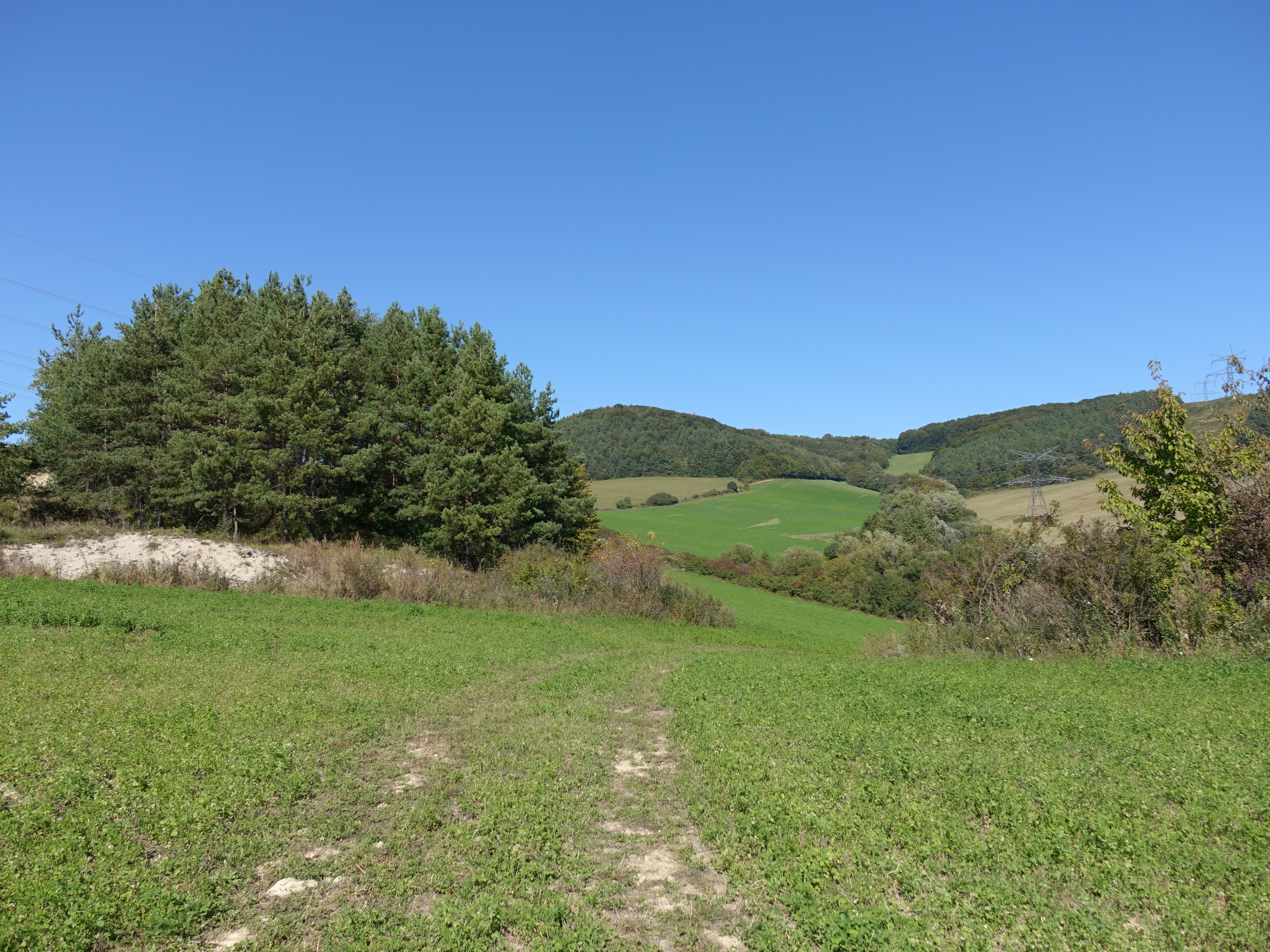
Radvanovské skalky
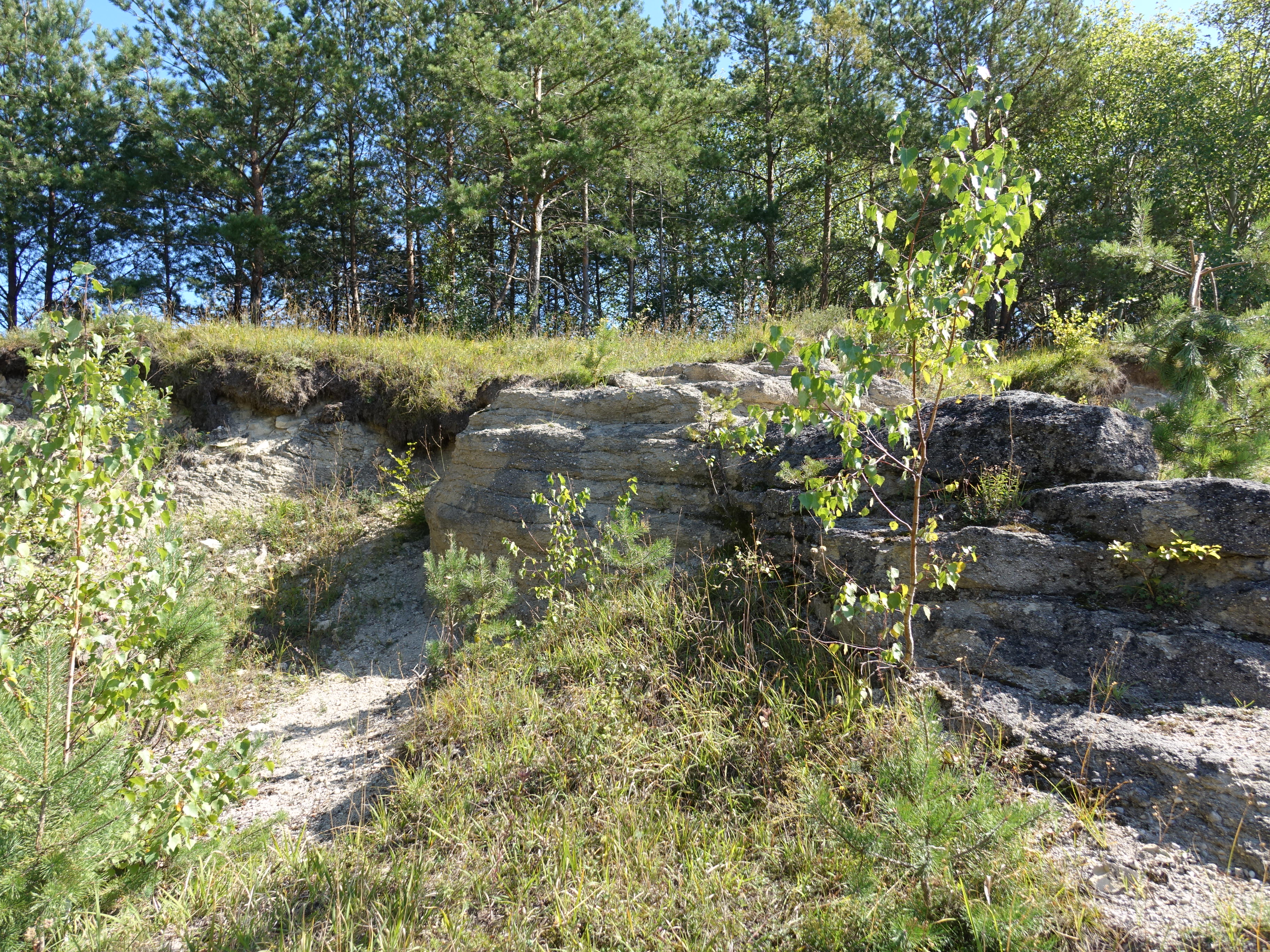
Radvanovské skalky